# Марилова, Надежда Николаевна
Надежда Николаевна Марилова (род. 22 ноября 1966, Тюмень, РСФСР, СССР) — российская баскетболистка, выступавшая в амплуа защитника. Серебряный призёр чемпионата мира, обладатель кубка Ронкетти, неоднократный призёр чемпионата России.

## Биография
Воспитанница тюменской баскетбольной школы, тренировалась у известного тренера Геннадия Полынцева.
После окончания школы она приезжает Свердловск, где начинает выступать за местный «Уралмаш». В 90-х годах XX века Надежда становиться основным игроком команды и три раза, местными журналистами, признаётся «лучшей баскетболисткой Екатеринбурга» (1992, 1993, 1996). Там же она выходит замуж за тренера Владимира Колоскова.
Участница первого турнира новообразованной сборной России в 1993 году. И в первом же матче чемпионата Европы против сборной Франции Надежда вместе Шакировой набирает больше всего очков в команде — 8. В пяти играх турнира Марилова забрасывает в «корзину» противников, в среднем 13 очков. Через два года баскетболистка завоёвывает бронзовую медаль первенства Европы, в матче за 3-е место со Словакией Надежда набрала 6 очков, сделала 2 подбора.
В 1996 году Марилова переходит к бессменному чемпиону России ЦСКА, где становится чемпионом России и обладателем кубка Ронкетти. Несмотря на выигранные титулы, Надежда не смогла стать, как в «Уралмаше», безоговорочным лидером. Отыграв один сезон в Москве, баскетболистка возвращается в Екатеринбург. В 1998 году выигрывает серебряные медали чемпионата мира в Германии (8 игр, 5,9 очков, 1,5 подборов).
После окончания «мирового форума» Марилова два сезона подряд выступает в Европе, сначала за чешский «Брно», с которым выигрывает национальное первенство, а затем за французский «УСО Баскет».
В 2000 году снова возвращается в Екатеринбург, где в 2002 году завершает карьеру на мажорной ноте — участница первого российского золота команды «УГМК».
В сезоне 2003/04 входила в тренерский штаб оренбургской «Надежды», где помогала своему мужу. В настоящее время Надежда Марилова работает тренером в детской школе «УГМК».

## Достижения
- Серебряный призёр чемпионата мира: 1998
- Бронзовый призёр чемпионата Европы: 1995
- Обладатель Кубка Ронкетти: 1997
- Чемпион России: 1997, 2002
- Чемпион Чехии: 1999
- Серебряный призёр чемпионата России: 2001
- Бронзовый  призёр чемпионата России: 1994, 1996, 1998
- Обладатель Кубка Чехии: 1999